# Phare de Boca Spelonk
Le phare de Boca Spelonk est un phare actif situé au nord-ouest de la ville de Kralendijk (Bonaire), Territoire néerlandais d'outre-mer des Pays-Bas.
Il est géré par la Bonaire Port Authority à Kralendijk.

## Histoire
Boca Spelonk se situe à la pointe est de Bonaire à 12 km au nord-ouest de Kralendijk. Le phare, mis en service en 1910, se situe sur un promontoire à la pointe est de l'île.

## Description
Ce phare est une tour cylindrique  en maçonnerie, avec une galerie et lanterne moderne en aluminium de 21 m de haut, proche d'une ancienne maison de gardien en ruine. Le phare est totalement blanc. Il émet, à une hauteur focale de 30 m, un bref éclat blanc de 0.3 seconde par période de 5 secondes. Sa portée est de 15 milles nautiques (environ 28 km).
Identifiant : ARLHS : NEA-001 - Amirauté : J6414 - NGA : 110-16064 .

## Caractéristique dufeu maritime
Fréquence : 5 secondes (W)
- Lumière : 0.3 seconde
- Obscurité : 4.7 secondes

### Lien connexe
- Liste des phares du Territoire néerlandais d'outre-mer
- List of lighthouses in Bonaire (en)